# Elchan Musayev (homme politique)
Elchan Musayev est un homme politique azerbaïdjanais, membre des Ve et VIe législatures de l'Assemblée nationale d'Azerbaïdjan.

## Biographie
Elchan Musayev est né le 11 août 1979 dans la ville d'Oğuz. Il est diplômé de la faculté de droit international et de relations internationales de l'Université d'État de Bakou. Il parle allemand, anglais et russe.

### Carrière
Elchan Musayev est vice-président du comité des affaires régionales de l'Assemblée nationale, membre du comité de la politique juridique et de la construction de l'État. Il est membre de groupes de travail sur les relations avec les parlements du Biélorussie, du Brésil, de la République sud-africaine, de la République tchèque, de l'Italie, du Qatar, de la Malaisie, du Pakistan, de la Turquie et du Turkménistan.
Il est membre de la délégation azerbaïdjanaise à l'Assemblée parlementaire de l'OTAN.
Il est le président du Parti démocratique des lumières d'Azerbaïdjan.

## Famille
Elchan Musayev est marié et a un enfant.